# Горбачов Дмитро Омелянович
Дмитро Омелянович Горбачов (* 13 жовтня 1937, м. Алапаєвськ Свердловської області, Росія) — український мистецтвознавець, історик мистецтва [Архівовано 18 січня 2015 у Wayback Machine.] України, міжнародний експерт мистецьких творів, професор. Почесний академік Національної академії мистецтв України (2023).

## Біографія
В дошкільному віці разом з родиною приїхав у Київ на постійне проживання.
З 1944 по 1954 рік навчався в київській середній школі № 71.
Після закінчення школи поступив на історико-філософський факультет Київського університету, який закінчив у 1959 році.
Після закінчення університету працює в Музеї українського образотворчого мистецтва (Київ), займається науковою роботою.
Захистив дисертацію на ступінь кандидата мистецтвознавства.
З 1973 по 2011 рік викладав у Київському національному університеті театру, кіно і телебачення імені І. К. Карпенка-Карого. З 2001 року — член редколегії Енциклопедії Сучасної України.
Автор більше 15 мистецтвознавчих книг, художніх альбомів та документальних фільмів.
Користується авторитетом в Європі та Україні як експерт мистецьких творів і є консультантом аукціонів «Крістіз» (Christie's) та «Сотбіс» (Sotheby's), київського «Мистецького Арсеналу».
Організовує виставки українських художників авангардистів в Україні та за кордоном.
Член Українського ПЕН.

## Творча діяльність
Дмитро Омелянович Горбачов спеціалізується на історії та теорії образотворчого мистецтва.
До кола зацікавлень належить мистецтво доби бароко XVII-XVIII ст., романтизму та реалізму XIX ст., сецесії та авангарду 1900-1930 років.
Дослідник «бойчукістів».
Впродовж більш ніж 40 років однією з провідних тем наукових зацікавлень є творчість Т. Г. Шевченка.

### Публікації: книги та альбоми
- «Анатолій Галактіонович Петрицький» (Київ, 1970);
- «Анатолий Петрицкий» (Москва, 1971);
- «Анатолій Петрицький. Спогади про художника» 1981;
- «Олександр Хвостенко-Хвостов (альбом)» 1987;
- «Avantgarde und Ukraine» (Мюнхен, 1993);
- «Український авангард» (Київ, 1996);
- «Будинок з левами» (Київ, 2005);
- «Українські авангардисти як теоретики і публіцистики» (Київ, 2005);
- «Малевич та Україна» (антологія) (Київ, 2006);
- «Авангард Йогансена» (Львів, 2007);
- «Шедеври українського живопису. Від Алімпія Печерського до Казимира Малевича. Українське малярство останнього тисячоліття» (альбом) (Київ, 2009);
- «Лицарі голодного Ренесансу» (Київ, 2020);
- «Мистецтво світу. Внесок України»(Київ, 2022)[2]
- «Будинок із левами: Нариси історії українського візуального мистецтва XI—XX століть» (За заг. ред. Андрія Пучкова, Київ, 2024, співавтор: Паола Утевська)

### Твори, які зберігаються в Центральному державному архіві-музеї літератури і мистецтва України[3]
- Монографії: «Анатолий Петрицкий», «Я відчуваю життя…» (дослідження про життя та творчість А Г. Петрицького) (1970-і);
- статті: «О символах и эмблемах европейского изобразительного искусства», «Українська книжкова графіка поміж з'їздами художників. 1968—1972», (1963—1985, б/д), «Импрессионизм вечного», «Козак-парижанин», «Розмова з художником-сценографом»–про життя і творчість О. Г. Венеціанова, С. П. Конончука, Ф. Ф. Мануйла, Г. І. Нарбута, Ф. Ф. Нірода (1964—1985, б/д),
- вступні статті до спогадів К. М. Редька «Мобілізовані революцією», збірки «Олександр Хвостенко-Хвостов. Сценограф, живописець, графік» (1975, б/д); текст лекції «Новаторство Т. Г. Шевченка» (1964);
- нариси: «Хроніка успіху» (про розвиток українського мистецтва 20-х–30-х рр. ХХ ст.) (1970-і), «Будинок з левами» (у співавторстві з П. В. Утевською), «Хроніка успіху» (1970-і, 1988);
- рецензії на твори П. О. Білецького «Украинская портретная живопись XVII—XVIII вв.», І. С. Диченка «Євген Лисин», П. М. Жолтовського «Український живопис XVII—XVIII ст.», дипломні роботи студентів КХІ (1979, б/д); розширена заявка на сценарій повнометражного неігрового фільму «Передчуття» (у співавторстві з Р. М. Корогодським) та ін..

### Створені фільми
- «Казимир великий, або Малевич селянський»[4] (1994)
- «Олександра Екстер»[5] (2005)
- «Український кубофутуризм та Олександр Богомазов»[6] (2006)

### Лекції
- Академрізніця [Архівовано 21 травня 2014 у Wayback Machine.]
- Кубофутуризм як передчуття (про Екстер) [Архівовано 11 листопада 2017 у Wayback Machine.]
- О.Богомазов — один із найбільших футуристів Європи. [Архівовано 15 квітня 2016 у Wayback Machine.]
- Дмитро Горбачов: Що мої очі власноручно бачили. Спомини (шість лекцій) [Архівовано 21 травня 2014 у Wayback Machine.]

### Організовані художні виставки в Україні та за кордоном
- «Олександр Богомазов» (Франція: Тулуза, 1991);
- «Українське мистецтво» (Франція: Тулуза, 1993);
- «Україна і авангард» (Німеччина: Мюнхен, 1993);
- «Арт-фест» (Україна: Київ, 1996);
- «Арт-фест» (Данія: Оденсе, 1996);
- «Мистецтво України ХХ століття» (Україна: Київ, 1999-2000);
- «Дух України. 500-ліття живопису» (Канада: Вінніпег, 2000);
- «Олександр Архипенко. Збережено в Україні» (Україна: Київ, 2001);
- «Феномен українського авангарду 1910—1935» (Канада: Вінніпег, 2001-2002);
- «Феномен українського авангарду 1910—1935» (Україна: Київ, 2002);
- «Перехрестя: Український модернізм. 1910—1930» (США: Чикаго, Нью-Йорк, 2006-2007)

та інші.

## Нагороди
- Премія імені Івана Огієнка;
- Премія імені Олеся Білецького.

## Родина
- Батько — Горбачов Омелян Григорович, партійний, профспілковий та державний діяч Української РСР. Народився, більшу частину життя прожив і помер у Києві. Його іменем названа одна з вулиць Святошинського району м. Києва.
- Дружина — Горбачова Лілія, журналіст (завідувала дитячою редакцією на УТ-1, створювала передачу «На добраніч, діти». Померла 1990 року).
- Донька — Ганна, отоларинголог.
- Сестра — Горбачова Ірина Омелянівна, мистецтвознавець.